# 岡南

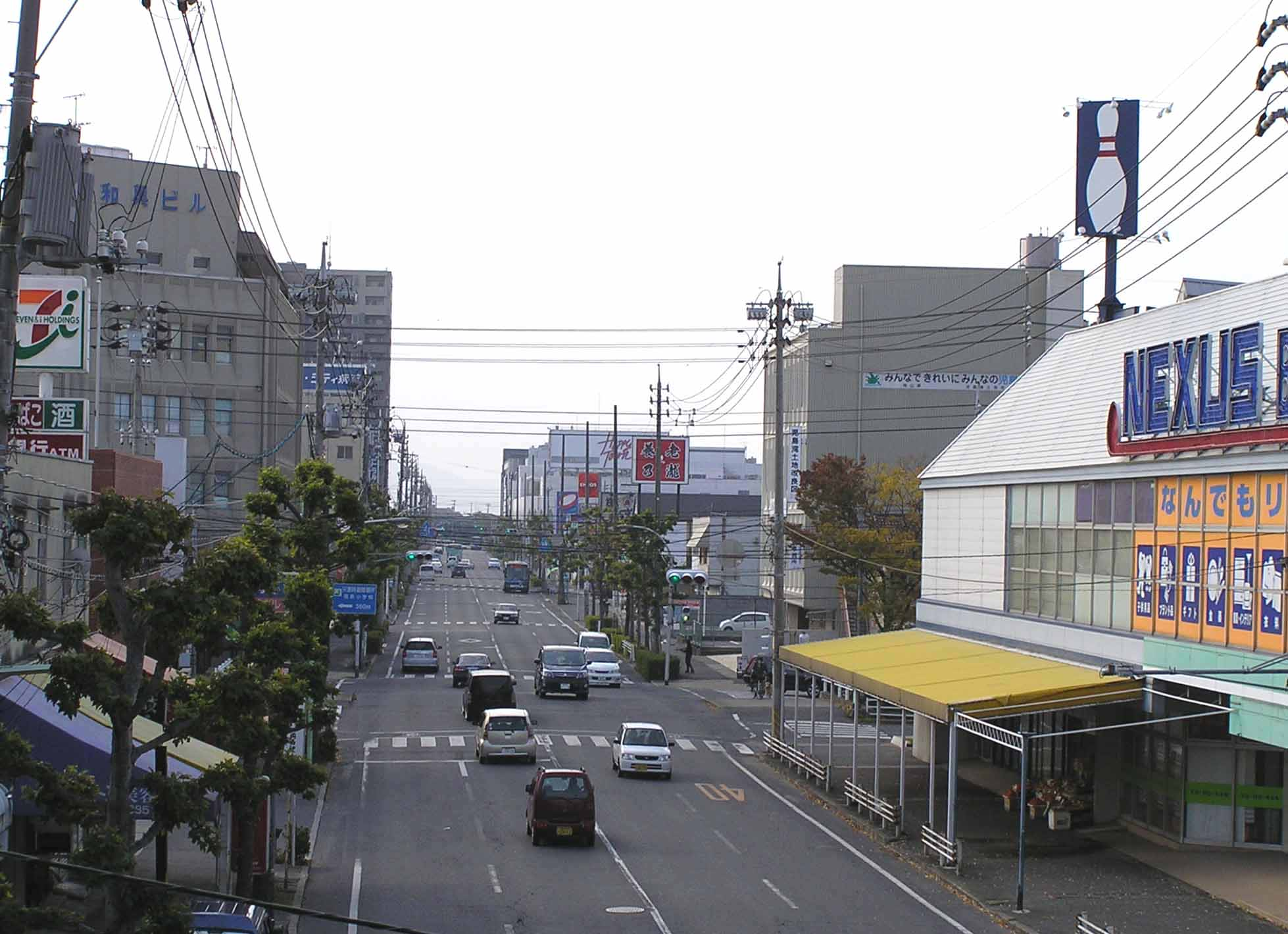
並木町から築港方面を望む

岡南（こうなん）は、岡山県岡山市南区北東部から北区南東部にかけての一帯、つまり南を児島湾・児島湖、東を旭川、西を笹ヶ瀬川に囲まれた地域の通称、あるいはその中の一部を指す呼称である。

## 概要
「岡南（こうなん）」の呼称は、元々は昔の岡山市域の南側に存在した地域の総称であった。具体的には当時の御津郡福浜村・芳田村（明治期の町村制施行時でいえば御野郡福浜村・古鹿田村・芳田村）が該当する。中でも特に藤田財閥児島湾干拓第3･5区周辺をさして呼ばれることがある。
当地区の南部は児島湾干拓により埋立・造成、高度成長期には岡山県南新産業都市に指定され港湾・鉄道・道路・空港等の社会資本と市街地の大部分が計画的に整備された臨海工業地区である。現在の人口はおよそ6万人に達し、警察や消防に金融機関や医療機関といった都市機能も備えている。児島湾を臨む平坦な埋立地で占められ、築港・沿岸部の工業地区、西部の浦安一帯の農業地区、内陸部は住宅が混在する準商業地区に大きく分けられる。
1973年、エリアのほぼ中央部を東西に国道2号岡山バイパスが造成され、エリアの中央部から北部にかけての地域も市街化が急速に進展した。
2009年に岡山市が政令指定都市に移行したため、行政区が設けられたが、北部の岡南小学区に該当する地区は北区に、残りは南区となり、岡南エリアは行政区により南北に分断された形となった。

## 行政の変遷
- 1889年6月1日 - 町村制施行。御野郡奥田村・青江村・豊成村・二日市村・十日市村・七日市村が合併し古鹿田村（こしかだそん）、福島村・福田村・福成村・福富村・浜野村・州崎村が合併し福浜村（ふくはまそん）、新保村・西市村・米倉村・泉田村・富田村・当新田村・万倍村が合併し芳田村（よしだそん）をそれぞれ新設する。
- 1899年8月1日 - 古鹿田村の一部（二日市・七日市・奥田など）を御野郡鹿田村へ移管、残り部分（青江・十日市・豊成）を福浜村へ編入。また、福浜村の内、浜野の一部を岡山市へ移管。
- 1900年4月1日 - 御野郡と津高郡が合併し、御津郡を新設。また、芳田村が岡山市へ編入合併。
- 1931年4月1日 - 福浜村が岡山市に編入合併。
- 2009年4月1日 - 岡山市が政令指定都市へ移行。これに伴い行政区が新設され、岡南エリアが南北（南区・北区）に分かれる。

## 福浜・福南・築港周辺
旧福浜村南部。現在、南区に属する地域で、おおむね国道2号線バイパス以南、かつての藤田組干拓第2・5区周辺。一部、旧古鹿田地区も含む（豊成など）。

### 歴史

#### 沿革

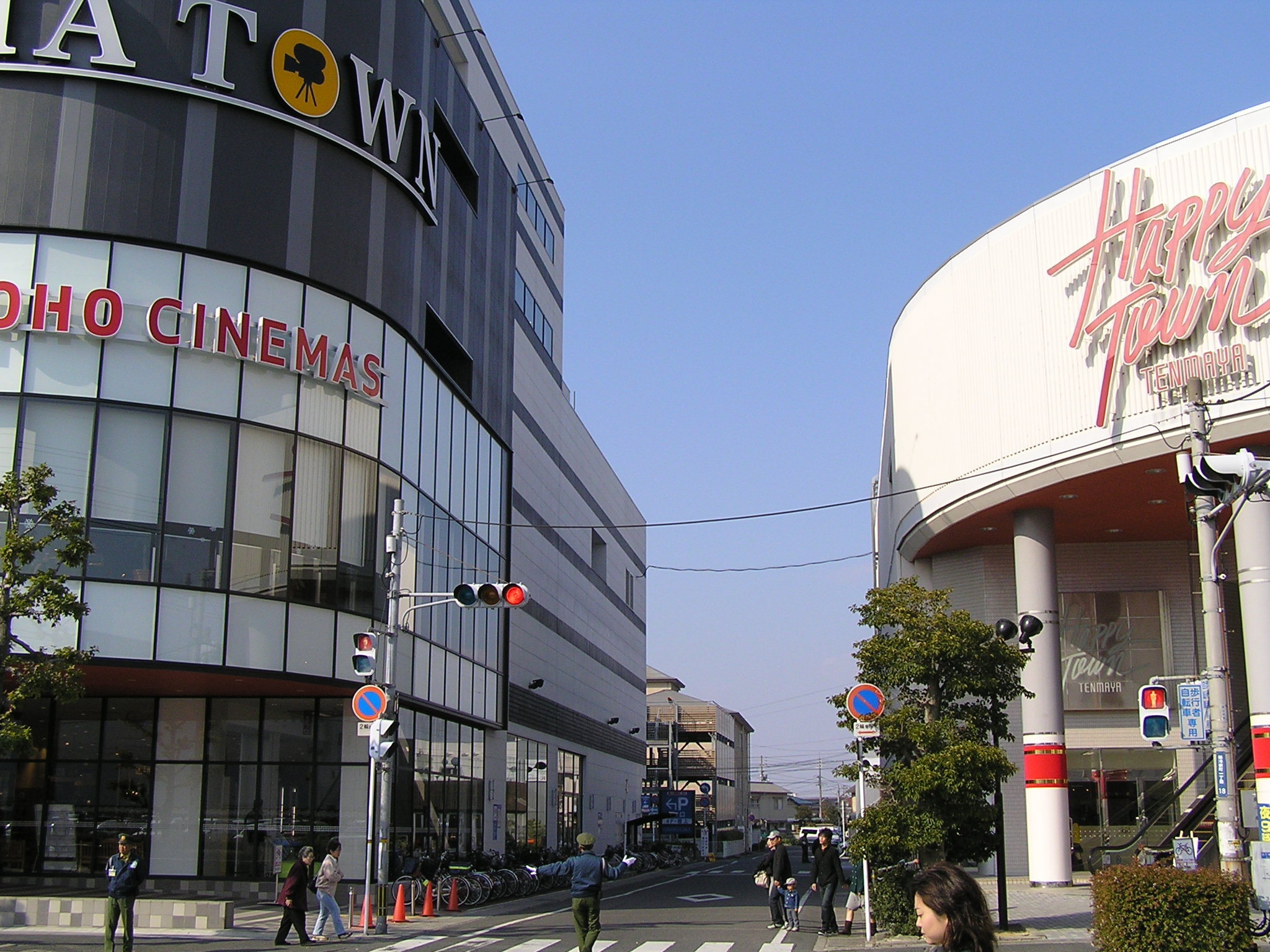
天満屋ハピータウンとシネマタウン岡南

当地区は江戸時代からの新田開発によって徐々に拡大し、大正時代頃の海岸線は当新田の笹ヶ瀬橋から福島のクラレを結ぶ線上付近にあった。この頃一帯は干潟に面した農村で、一時期、福島には市内の京橋港からの船の積荷を大型船に載せかえる外港があり、最初に街が形成され歓楽街もあった。
その後、昭和3年に藤田組（現同和鉱業）が児島湾干拓地3･5区（現在の築港・浦安）の造成を始め、昭和10年に汐止堤防を築いたのち昭和25年に完成、ほぼ現在の地形となった。3･5区は農地として造成されたが、東部は途中で工業用地に転用された。昭和11年の倉敷絹織（現クラレ）に始まり次々と軍需工場や滑走路に港湾施設等が建設された。同時期に工業地帯と市街地を結ぶ通称｢人絹道路｣（じんけんどうろ)も整備された。
しかし、太平洋戦争の敗戦とともに工場は相次いで閉鎖され、一時的にゴーストタウンとなる。その後、岡山市が戦争引揚者を閉鎖された工場の社宅に受け入れ、昭和29年に彼らが中心に居住する分譲住宅の造成に藤田興業（藤田組関連会社）とともに着手した。それにより、当地区の中心市街地を形成している並木町・築港新町・栄町・緑町・立川町・あけぼの町などが作られた。
昭和26年貨物鉄道が岡山臨港鉄道となり旅客輸送を始め、昭和30年代にはいると岡山市が岡南工業地帯と岡山港の整備に着手すると同時に社会資本の整備が進んだ。岡南の名前が公に使用され始めたのはこの頃である。そして、昭和40年代にベッドタウン化が進み、昭和50年代に入るとユニードや天満屋ハピータウン等の大型店も相次いで出店するなどして、徐々に街の顔を整えていった。

##### 年表
- 1928年（昭和03年） 児島湾干拓3・5区の造成が始まる。
- 1934年（昭和09年） 人絹道路の整備が始まる。
- 1937年（昭和12年） 倉敷絹織岡山工場が操業開始。
- 1941年（昭和16年） 軍需工場の専用港として岡山港福島地区の整備が始まる。
- 1950年（昭和25年） 児島湾干拓3・5区が岡山市に編入。岡南工業地帯の整備が始まる。
- 1951年（昭和26年） 岡山臨港鉄道開業（1984年廃止）。
- 1955年（昭和30年） 岡山労災病院開院。
- 1959年（昭和34年） 児島湾締切堤防完成、児島湖ができる。
- 1961年（昭和36年） 児島湾締切堤防に有料道路開通（1974年無料化）。
- 1962年（昭和37年） 岡山南郵便局開設。岡山空港（現岡南飛行場）開港。
- 1965年（昭和40年） 鉄工団地・岡山機工センター開設。
- 1968年（昭和43年） 岡山パブリックゴルフコース開設。
- 1971年（昭和46年） 岡山南警察署が三浜町1丁目に開設（現:福島交番分駐所、本署は1999年芳田地区泉田に移転）。
- 1977年（昭和52年） 福南中学校が福浜中学校より分離・開校。
- 1978年（昭和53年） 天満屋ハピータウン開店。
- 1980年（昭和55年） 岡山市消防局福島出張所が移転、岡南出張所に改称（1991年南消防署に昇格）。
- 1983年（昭和58年） 岡山市中央卸売市場が青江より移転・開設。
- 1992年（平成04年） 岡南大橋有料道路開通（2006年無料化）。
- 2006年（平成18年） シネマタウン岡南開館。

### 商業
築港新町・市場・あけぼの町一帯は都市計画上の商業地域に指定され、中央卸売市場や大型小売店が立地している。シネマタウン岡南や卸売市場の一般開放などで話題を集め、さらに天満屋ストアが駐車場に商業施設を整備するなどこれらの施設が核となり地域外への集客力が高まりつつある。

### 岡南工業地帯

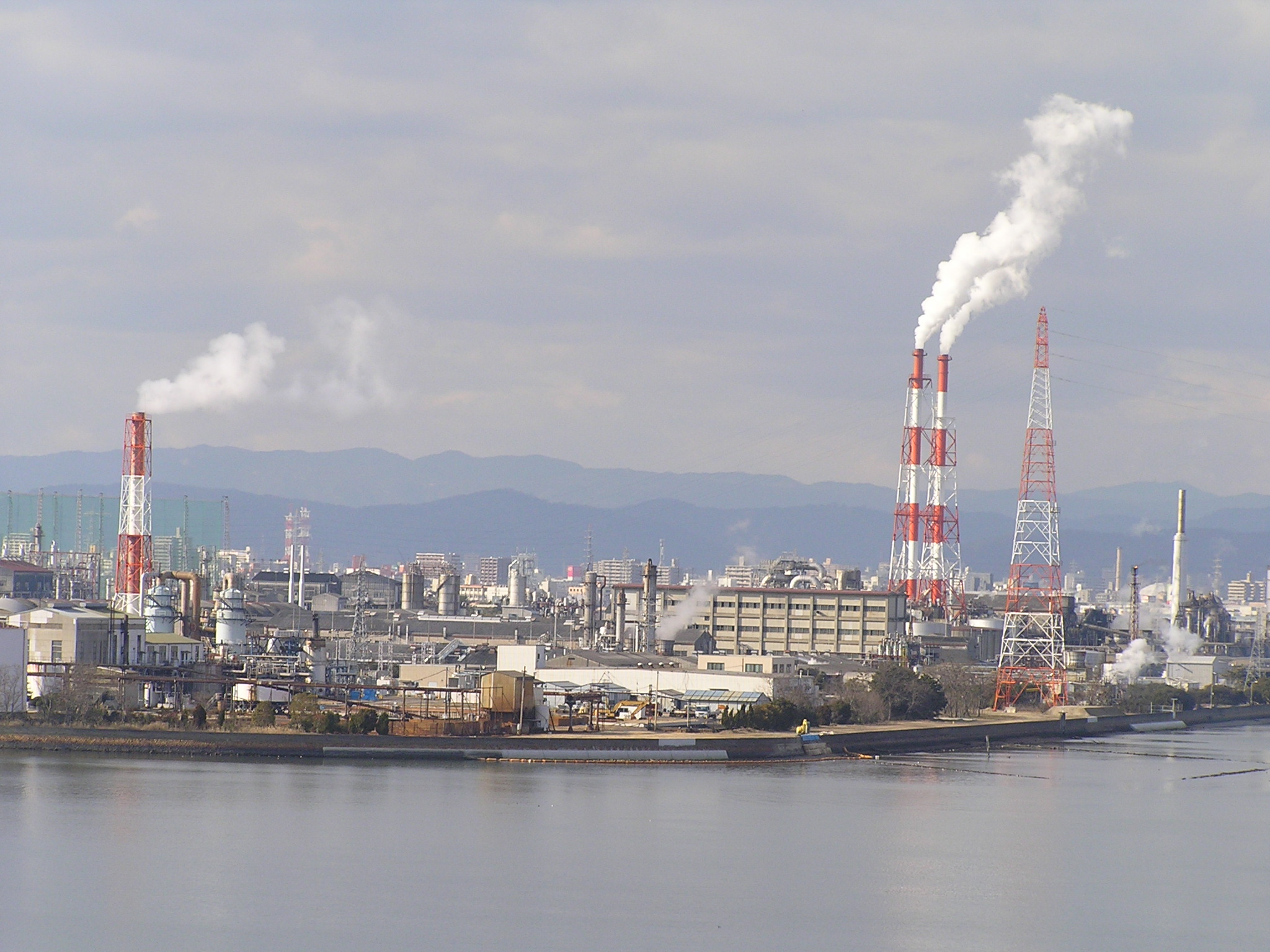
岡南工業地帯

- クラレ岡山工場
- 同和鉱業岡山工場
- 大建工業岡山工場
- 三井製糖岡山工場
- 丸正製粉本社工場

### 施設等
- 岡山南郵便局
- 岡山市消防局南消防署
- 岡山労災病院
- 慈圭病院
- 岡山市中央卸売市場

- 教育施設
  - 岡山市立福南中学校
  - 岡山市立福島小学校
  - 岡山市立南輝小学校

- 文化施設
  - 花回廊ゴルフクラブ（旧岡山パブリックゴルフコース）
  - カバヤゴルフガーデン

## 浦安

### 概要
福南・築港地区と同様に児島湾干拓地3・5区にあたる。中学校は芳泉中学校区となるが、上記福南・築港地区とのつながりが深い。

### 施設
- 浦安総合公園
  - 岡山市総合文化体育館
  - 浦安総合公園図書館

## 芳田・芳泉

### 概要
おおむね旧芳田村に該当する地区である。現在は南区に属し、岡山市立芳田中学校区および岡山市立芳泉小学校区にほぼ相当する（厳密には市街化の都合で、一部隣接地域が学区に入っていたり、逆に芳田地区の一部が隣接学区となっていたりする）。
また、岡山市立芳泉中学校区は芳泉小学区に加え、浦安が範囲となるが、町内会他などにみられるように芳泉といえば芳泉小学校区を指す場合が多い。
おおむね国道2号線バイパスより南側。国道30号線を境に東側が芳泉、西側が芳田となっている。
芳泉地区は、旧芳田村当新田、泉田と旧福浜村豊成、福田、青江の一部から成り、岡山市立芳田小学校と岡山市立福浜小学校から分離統合され岡山市立芳泉小学校が創立された昭和53年から始まる。ちなみに「芳泉」とは岡山県立岡山芳泉高等学校創立時、校名を定める際、立地している芳田地区の「芳」と泉田地区の「泉」から取り名付けられた。その後、岡山芳泉高等学校へ隣接し岡山市立芳泉小学校、芳泉中学校、芳泉幼稚園が次々と創立し、幼稚園から高校が一か所に固まっている。児童増加にともない芳泉小学校ひばり分校(2，3年生)が建てられる。そのため、芳泉小学校は全国最多児童数となったこともある。

### 施設
- 岡山県立岡山芳泉高等学校
- 岡山市立南ふれあいセンター
- 岡山市立芳泉中学校
- 岡山市立芳泉小学校
- 岡山市立芳泉小学校ひばり分校
- 岡山市立芳泉幼稚園

## 十日市・青江周辺

### 概要
旧福浜村北部で、おおむね旧・古鹿田村に相当するエリアである。現在、北区に該当する。おおむね国道2号線バイパスより北側。ほぼ現在の岡山市立岡南小学校区の大部分に相当する（なお厳密には概ね大字・岡南町1丁目以北は旧鹿田村の内田地区となるので、この部分は元々は岡南ではない）。